# Володимир Чехівський (монета)
«Володи́мир Чехі́вський» — ювілейна монета номіналом 2 гривні, випущена Національним банком України. Присвячена 130-річчю від дня народження Володимира Чехівського — українського державного і політичного діяча. Володимир Мусійович — активний учасник громадського життя в Одесі; у 1917 році — член Української Центральної Ради. З 26.12.1918 до 11.02.1919 очолював Раду Міністрів і МЗС УНР. За його ініціативи уряд УНР 01.01.1919 проголосив автокефалію УАПЦ. У 1929 році Чехівського заарештовано за сфабрикованою справою і розстріляно на Соловках.
Монету введено в обіг 19 липня 2006 року. Вона належить до серії «Видатні особистості України».

## Опис та характеристики монети
| Номінал грн. | Метал      | Маса, грам | Діаметр, мм. | Якість виготовлення       | Гурт     | Тираж, штук |
| ------------ | ---------- | ---------- | ------------ | ------------------------- | -------- | ----------- |
| 2            | нейзильбер | 12,8       | 31           | спеціальний анциркулейтед | рифлений | 30 000      |

### Аверс
На аверсі монети в центрі зображено малий Державний Герб України, під ним — рік карбування монети — «2006», по колу розміщено написи: «НАЦІОНАЛЬНИЙ БАНК УКРАЇНИ» (угорі), «ДВІ ГРИВНІ» (унизу) та логотип Монетного двору Національного банку України.

### Реверс
На реверсі монети зображено портрет В. М. Чехівського на тлі стилізованого хреста та розміщено написи: «ВОЛОДИ-/ МИР/ ЧЕХІВ-/ СЬКИЙ» (ліворуч) і роки життя — «1876/ 1937» (праворуч).

## Автори

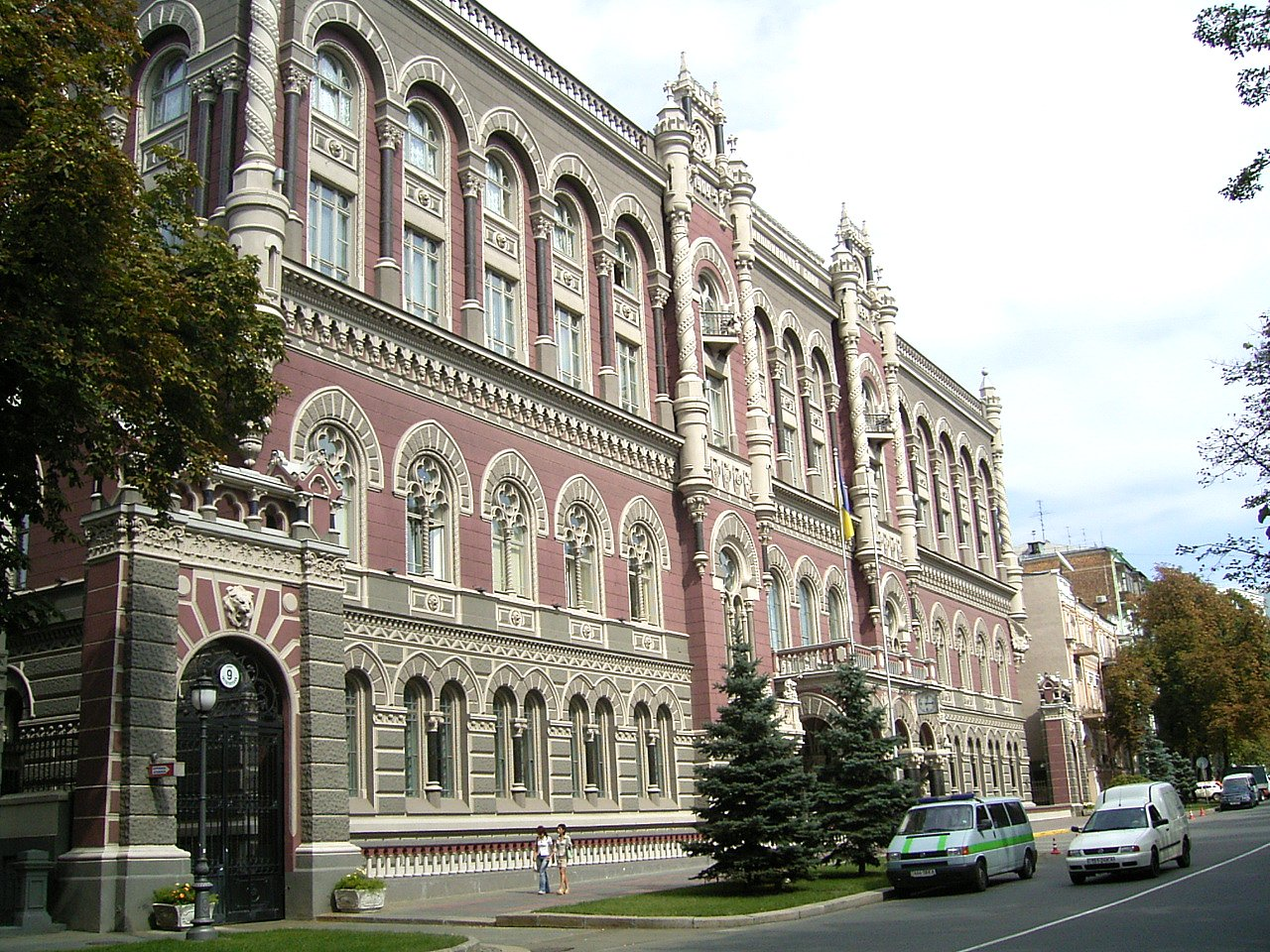
Будівля Національного банку України

- Художники: Дем'яненко Володимир (аверс); Таран Володимир, Харук Олександр, Харук Сергій (реверс).
- Скульптори: Дем'яненко Володимир, Атаманчук Володимир.

## Вартість монети
Ціна монети — 15 гривень, була зазначена на сайті Національного банку України 2011 року.
Фактична приблизна вартість монети з роками змінювалася так:
| Рік        | 2010 | 2011 | 2012 | 2013 | 2014 | 2015 | 2016 | 2017 | 2018 | 2019 | 2020 | 2021 | 2022 | 2023 | 2024 | 2025 |
| ---------- | ---- | ---- | ---- | ---- | ---- | ---- | ---- | ---- | ---- | ---- | ---- | ---- | ---- | ---- | ---- | ---- |
| Ціна, грн. | 17   | 20   | 20   | 20   | 30   | 35   | 40   | 50   | 55   | 55   | 55   | 60   | 60   | 160  | 150  | 155  |